# Rizokárpaszo
Dipkarpaz (görögül: Ριζοκάρπασο) a Karpas-félszigeten elhelyezkedő város Ciprus északkeleti részén, Famagusta körzetben, Észak-Ciprus területén. Az 1974-es megszállás óta török irányítás alatt van.
Dipkarpaz a legnagyobb település a félszigeten. A város melletti talaj terra fusca típusú, amely kiváló termőföld. Jellemző növények a szentjánoskenyérfa, a gyapot, a dohány és a gabonafélék. Dohánygyár is működik a városban. A település jelentős vadszamár-populációval rendelkezik, mely körülbelül 1500 egyedet számlál. Az állatok nagy része egy elkülönített területen él a város keleti részén.
1974 előtt a város legnagyobb részét görög-ciprusiak lakták Ciprus 1974-es török megszállása alatt a félszigetet levágták, megakadályozva, hogy a görög nyelvű lakosság a lakatlan dél felé meneküljön el. Ezek után 250 görög-ciprusi lakossal a városban, a legnagyobb a görög anyanyelvűek aránya Észak-Cipruson. Az idős és csökkenő görög lakosság számára az Egyesült Nemzetek Szervezete görög-ciprusi termékeket biztosít egyes boltokban.
A településen két templom található; az egyiket Szent Synesios, a másikat a Szentháromság tiszteletére emelték. Jellegzetes példái a kevert ciprusi építészeti stílusnak, melyben a Lusignan-ház által bevezetett késő gótikus építészeti elemek vegyülnek az ortodox típusú bizánci stílussal. Amikor a Lusignanok 1222-ben száműzték az ortodox püspököket a szigetről, Famagusta püspökét Rizokárpaszóba küldték, majd munkáját a Szent Synesios-templomban folytatta, mely a legfontosabb ortodox vallási épület a régióban. A két templom Észak-Ciprus nem túl sok keresztény temploma közé tartozik, melyeknek egyes részeit betiltotta a török-ciprusi rendőrség.

## Népesség
| Lakosok száma | 1858 | 1734 | 2299 | 2762 | 3068 | 3257 | 4064 | 3154 | 2626 |
|               | 1881 | 1891 | 1901 | 1911 | 1921 | 1931 | 1946 | 1960 | 1973 |

## Fordítás
- Ez a szócikk részben vagy egészben  a   Rizokarpaso című angol Wikipédia-szócikk fordításán alapul.  Az eredeti cikk szerkesztőit annak laptörténete sorolja fel. Ez a jelzés csupán a megfogalmazás eredetét és a szerzői jogokat jelzi, nem szolgál a cikkben szereplő információk forrásmegjelöléseként.